# パパイヤ漬け
パパイヤ漬け（パパイヤづけ）は、パパイアの未熟な果肉を塩漬けした後、味噌や醤油等の調味料で味付けした漬物である。主に鹿児島県の奄美群島で作られている他、沖縄県でも作られている。パリパリした食感があり、みやげ物としても広く販売されており、鶏飯（けいはん）の薬味にもする。

## 特徴
パパイヤ漬けは、奄美大島、徳之島では家庭で簡単に作れる漬物として親しまれている。また、近隣の喜界島、加計呂麻島、屋久島などでも作られている。鹿児島市内にも奄美群島や沖縄県産の原料を使って漬ける業者がある。
材料のパパイアは琉球方言で「まんじゅまい」、「まんじょまい」（万寿まい）、「もっか」（木瓜）などと呼ぶが、現在の南西諸島では「パパイヤ」という呼び方が一般的である。亜熱帯気候の南西諸島は、パパイアの生育に適しており、家庭の庭でも種を撒けば2年弱で実がなるほどに成長するが、庭で熟すまで置いておくと、鳥に食べられてしまうことと、また熱帯産のものよりも甘みが少なくなりがちなため、青く未熟な状態で取って、野菜として食べることが主流となっている。
味付けは地区や家庭によっても好みがあるが、主に味噌漬け、醤油漬け、粕漬け（奈良漬け）、酢漬け、塩漬けに分けられる。生姜、鷹の爪などを加えて風味を付ける場合もある。21世紀になってキムチ風味のものも登場している。
奄美大島の漬物店では大きな塊でも売られており、食料品店やみやげもの店では薄切りしてポリ袋に密封された商品が販売されている。
漬物用としては、深い緑色で肉質が締まり、表面に傷がない果実が適している。黄緑色になってしまうと柔らか過ぎて傷みやすく、漬物には適さないが酢漬けにすることはできる。

## 歴史
パパイヤ漬けは、20世紀に製造が始まった比較的新しい食べ物である。
江戸時代に日本の動植物を詳細に記録した貝原益軒の『大和本草』（1709年）にはパパイアの記載がない。1855年ごろ、名越左源太が奄美大島の食物や風習について詳細に記録した『南島雑話』には野生植物として萬樹榮（まんじゅえい）の樹木が記載されているが、葉や木の大きさと、白い花が咲き、実が南瓜に似るとの説明しかない。
1895年に日本が統治を開始した台湾と往来が密接であった沖縄県では、20世紀の初めにパパイアの本格栽培が始まった。1925年出版の『沖縄写真帖　第2輯』には、果実の生食以外に、「煮ても漬物にしても、油でいためても一寸面白い味がする」と記述されており、この時までに漬物として食べられた事例があったことが分かる。
奄美群島は第二次世界大戦後、1945年に沖縄と共に琉球列島米国民政府の統治下に置かれ、米軍基地建設が始まった沖縄島に多くの出稼ぎ者が渡り、沖縄の物産を持ち帰った。奄美大島では1950年代に島バナナの栽培や生食用パパイアの栽培が試みられた。この頃、成分の効用にも着目され、1962年に奄美大島産果実の酵素パパインの研究が鹿児島県工業試験場で行われた記録もある。
パパイアは簡単に育つため、1970年代には家庭での栽培も一般化し、一部業者による漬物製造も始まった。1973年には鹿児島県工業試験場がパパイヤ漬けについても製法を検討、提案している。その際、酒粕漬け（奈良漬け）、柴漬け、ピクルスの製造も試みられた。

## 食べ方
漬かったものを取り出して、薄切りにして食べる。
米飯のおかず、茶請け、酒肴などとして直接食べるほか、奄美料理の鶏飯の薬味、炒め物の材料などとして料理に使うことも行われる。